# Château de Périlhac
Ne doit pas être confondu avec Château de Penne.
Le château de Périlhac ou de Périllac, est un château situé au hameau éponyme, à Penne, dans le Tarn (France). C'est une ancienne possession de l'Ordre du Temple.

## Historique

### Origine
Le site du château est certainement occupé dès l'Antiquité par un oppidum. La première mention du lieu est faite en 1168, lorsque le seigneur de Penne, en fait don à l'Ordre du Temple, déjà établi en la commanderie voisine de Vaour. Le noble, habitant le célèbre château et membre de la famille de Penne, offre ainsi ce qui est alors qualifiée de "métairie". En 1176, le seigneur Riquier de Penne possède encore un revenu de 12 deniers sur le domaine.

### Le château
Une première phase de construction a sûrement lieu dès l'acquisition du terrain, avec l'édification d'une motte castrale, surmontée de son donjon. La seconde période de travaux s'étale ensuite sur les XIIIe et XIVe siècles, et voit l'apparition d'un nouveau château fort, distinct de l'ancien et placé à une dizaine de mètres plus à l'ouest. Pour finir, au XVe siècle, cette seconde forteresse est adjointe d'un autre bâtiment.
Ce dernier est rasé entre les XVIIIe et XIXe siècles, quand le domaine devient une exploitation agricole. Le premier castrum est quant à lui ruiné et abandonné à une date inconnue[réf. souhaitée]. On trouvait aussi une exploitation verrière, comme à bien d'autres endroits de la forêt de Grésigne, aux XVe et XVIe siècles.

## Architecture
Le site de Périlhac est donc séparé en deux édifices, construits sur une colline à côté de l'ancienne route médiévale entre Penne et Puycelsi.
Le premier est la motte castrale, aujourd'hui ruinée. Orientée d'est en ouest, on en distingue encore les fondations en pierre. Elle était probablement principalement composée d'un donjon et d'une chapelle templière.
Le second est le château actuel, dont une partie a disparu. Orientée nord-sud, c'est un corps de logis flanqué d'un donjon au nord. Celui-ci présente une tour de guet, et a été arasé d'un étage. De surcroit, le rez-de-chaussée originel est aujourd'hui enterré, par le comblement d'un fossé défensif. On y trouve quelques meurtrières, deux fenêtres datant de la Renaissance, des vestiges d'un escalier à vis et de cheminées médiévales. L'ensemble est couvert de tuiles.